# Хиберлин, Брайна
Брайна Сомертон Хиберлин (англ. Bryane Somerton Heaberlin; род. 2 ноября 1993, Сент-Питерсберг, Флорида) — американская футболистка, выступавшая на позиции вратаря.

## Карьера

### Клубная
На студенческом уровне в течение трёх сезонов играла за команду «Норт Каролина Тар Хилс», которая представляет Университет Северной Каролины в Чапел-Хилле.
По окончании студенческой карьеры уехала в Европу, где стала игроком немецкого «Турбине», в которой играла два сезона, в качестве резервного вратаря. 14 июля 2017 года перешла в «Айнтрахт». За франкфуртский «Айнтрахт» она сыграла 58 матчей, при этом первые три сезона играла в качестве основного вратаря.
В марте 2021 года в одном из матчей женской Бундеслиги она получила травму и с ней был расторгнут контракт, после чего она вернулась на родину.

### Международная
В составе молодёжной сборной была на МЧМ-2010 и МЧМ-2012, став в 2012 году чемпионкой мира, на котором играла в качестве основного вратаря.

## Достижения
Сборная США (мол.)
- Чемпионат мира (до 20 лет): 2012